# Fevziye, Altınova
Fevziye là một xã thuộc huyện Altınova, tỉnh Yalova, Thổ Nhĩ Kỳ. Dân số thời điểm năm 2010 là 246 người.